# Mitocrítica
Se denomina mitocrítica a un sistema de interpretación antropológica de la cultura ideado por el filósofo francés Gilbert Durand.

## Argumentación
Se expone fundamentalmente en su gran obra Las estructuras antropológicas de lo imaginario (París, 1960). En esta obra reúne y articula diferentes estudios sobre mitos y símbolos presentes en diferentes culturas de Occidente y Oriente realizados por antropólogos, etnólogos e historiadores, así como otras aportaciones de investigaciones originales en áreas como la historiografía, psicología, el psicoanálisis, la lingüística, la sociología y la reflexología, proponiendo un acercamiento al significado simbólico a partir de una comprensión de las estructuras de lo imaginario, reconstruyendo el trayecto antropológico que debe ser entendido como un constante intercambio en el nivel de lo imaginario entre las pulsiones subjetivas y las intimaciones objetivas originarias del ambiente social. Se desvincula así Durand en parte del estructuralismo de Claude Lévi-Strauss reconociendo que para comprender el mito es preciso reconstruir su estructura, pero, al contrario que este, para Durand no se trata de estructura, sino de estructuras. De esta forma su análisis estructural se diferencia de la propuesta del etnólogo francés fundamentalmente en la creación de un tercer nivel de lectura más allá de los sincrónico y de lo diacrónico: el nivel arquetípico o simbólico que además de considerar las redundancias o repeticiones reagrupa los símbolos en constelaciones por sus convergencias. Durand presenta una organización simbólica de lo imaginario compuesta de dos grandes regiones o regímenes de imágenes: lo Diurno y lo Nocturno.
El primero está compuesto por las estructuras esquizomorfas o heroicas (idealización, diairetismo, geometrismo y antítesis) relacionadas como el reflejo dominante "postural" y constitutivo de los símbolos teriomorfos, catamorfos, diairéticos, ascensionales y espectaculares.
El segundo compuesto por dos grupos de estructuras: las sintéticas (coincidencia oppositorum, dramatización, historización, y progreso parcial o total) relacionadas con el reflejo "copulativo" y constitutivas del simbolismo cíclico y las estructuras místicas (redoblamiento, viscosidad, realismo sensorial y pulverización) relacionadas con el reflejo "digestivo" y constitutivas de los símbolos de inversión e intimidad.
En trabajos posteriores, que fueron reunidos y publicados conjuntamente en 1979 (De la mitocrítica al mitoanálisis: figuras míticas y aspectos de la obra) Durand presenta una formulación metodológica de análisis de la obra de arte denominada mitocrítica. A partir del modelo propuesto por la psicocrítica de Charles Mauron, e integrando interpretaciones parciales que privilegian la vida del autor (existencialistas), la situación socioeconómica (marxismo), y el texto y sus estructuras formales (estructuralismo), Durand propone un método de crítica literaria o artística centrada en la comprensión del relato mítico inherente a la significación de todo relato, que debe ser el siguiente:
Metodológicamente, la aproximación a la obra puede hacerse en tres tiempos que descomponen los relatos mitémicos:
1. En primer lugar, una relación de los temas, es decir, de los motivos redundantes u "obsesivos" que constituyen las sincronicidades míticas de la obra.
2. En segundo lugar, se examinan con el mismo espíritu las situaciones y las combinatorias de situación de los personajes y decorados.
3. Finalmente, se utiliza un tipo de tratamiento a la americana, como el que Lévi-Strauss aplica al mito de Edipo, mediante la localización de las distintas lecciones del mito y de las correlaciones entre una lección de un mito con otros mitos de una época o de un espacio cultural bien determinado.

Con esta metodología Durand se reafirma en los fundamentos de la Tradición herméticognóstica, tan cara a la Escuela de Eranos, pues considerará las obras de arte no como simples visiones del mundo, sino como universos propios que ordenan y articulan valores que, por su procedencia numinosa, exigen para su comprensión una referencia última al mito oculto.

## Mitocrítica cultural
La mitocrítica cultural, ideada por el teórico literario José Manuel Losada, desarrolla una epistemología de la mitocrítica como ciencia con objeto de explicar una realidad imaginaria y alcanzar una mayor comprensión de la cultura actual. Su metodología se fundamenta en las siguientes premisas:
1) La definición del mito y exposición de su estructura a base de mitemas. La mitocrítica exige la asunción previa de una definición del mito válida para todos los casos (de otro modo, adaptar la definición a cada caso implica “jugar con cartas marcadas”).
Losada define el mito como “relato funcional, simbólico y temático de acontecimientos extraordinarios con referente trascendente sobrenatural sagrado, carentes, en principio, de testimonio histórico, y remitentes a una cosmogonía o una escatología individuales o colectivas, pero siempre absolutas”.
Un mitema es la unidad temática y mitológica mínima cuya indispensable dimensión trascendente o sobrenatural lo capacita para interactuar con otros mitemas en la formación de un mito. Si los temas tienen razón mítica, es decir, atravesada de trascendencia, son mitemas; de lo contrario, son únicamente temas narrativos.
2) La metodología exige la propiedad terminológica conducente a distinguir:
1. El mito de otras herramientas anejas: símbolo, tema, arquetipo, prototipo, héroe, etc.[4]
2. El mito de otros correlatos del imaginario: esoterismo, fantasía, ciencia ficción, etc.[5][6]
3. El mito de pseudomitos: Afrodita, Fedra, el Grial, Don Juan o Drácula son mitos; Napoleón, Che Guevara, Marilyn Monroe, el Aston Martin del agente 007, el Viagra, el progreso infinito, la inteligencia artificial, p. ej., son pseudomitos.[7]

Esta claridad terminológica sale al paso de una serie de vicios que a menudo amenazan la investigación en mitocrítica: los prejuicios ideológicos, la erudición sin razón y la especulación ajena al texto.
3) Cualquier estudio de un mito debe ser, necesariamente, de naturaleza interdisciplinar. En consecuencia, la mitocrítica, sin abandonar el análisis del imaginario simbólico, invade cualquier manifestación cultural. Esta nueva mitocrítica se encarga de estudiar las manifestaciones míticas en campos tan amplios como la literatura, el cine y la televisión, el teatro, la escultura, la pintura, los videojuegos, la música, la danza, el periodismo, Internet y demás medios de manifestación cultural y artística:

La mitocrítica, disciplina que estudia los mitos (la mitología los contiene, como un panteón sus estatuas), es por naturaleza interdisciplinar: aúna las aportaciones de la teoría literaria, la historia de la literatura, las bellas artes y los nuevos modos de difusión en la era de la comunicación. Asimismo, acomete su objeto de estudio desde su interrelación con otras ciencias humanas y sociales, de manera particular la sociología, la antropología y la economía. Se justifica entonces la necesidad de un acercamiento, de una metodología que permita comprender la complejidad del mito y sus manifestaciones en la época contemporánea.

La mitocrítica cultural recusa la utilización servil de los relatos mitológicos por otras ciencias (antropología, sociología, política, psicoanálisis). Lejos de ser ignoradas, estas disciplinas científicas y sus respectivas técnicas serán puestas a contribución para comprender el significado de los diversos procesos de mitificación y desmitificación operados sobre las tres dimensiones estudiadas por la mitocrítica: material, humana y divina.
La mitocrítica cultural se ha demostrado particularmente apta para el análisis de los mitos en la época contemporánea, cuyo estudio difiere considerablemente del realizado hasta la actualidad. Losada distingue tres factores o “lógicas” principales que la mitocrítica cultural debe tener en cuenta para poder realizar un análisis apropiado de los mitos en las manifestaciones culturales contemporáneas: el fenómeno de la globalización, la lógica de la inmanencia y la dóxa del relativismo. Estos tres factores han modificado de manera considerable el concepto, la recepción y la difusión de los mitos antiguos, medievales y modernos; también han promovido la creación de una pseudomitología que entra en conflicto con el significado y la función auténticos del mito. Son importantes por su valor heurístico: ayudan a comprender las dificultades encontradas por la crítica académica para localizar y analizar convenientemente los mitos en los textos literarios y las obras artísticas.

### Fenómeno de la globalización
La globalización, sin la cual es imposible concebir el mundo contemporáneo, ha afectado enormemente a la mitología. Los nuevos soportes tecnológicos se han hecho accesibles para el público general; consecuentemente, los mitos tradicionales requieren un análisis desde nuevas perspectivas para adaptarse al mundo globalizado. La mitocrítica debe tener en cuenta que las tecnologías de la información aportan una nueva cosmovisión y están fuertemente implicadas en la producción de ideologías que reconfiguran tanto la percepción como la creación de literatura y arte.

### Lógica de la inmanencia
Tradicionalmente, todas las religiones han contenido mitos que, como su mensaje, estaban relacionados con el concepto de trascendencia. 
En la actualidad, dice Losada, “la cosmovisión inmanente ― aceptación tácita de un horizonte intrascendente en el imaginario individual y colectivo ― es mayoritaria en la sociedad occidental contemporánea.” 

Los mitos modernos ― como los mitos antiguos y medievales con sus respectivos tiempos ― interactúan con los tiempos modernos; cada uno es heredero de su tiempo. Dado que no hay mito sin trascendencia, ni modernidad sin cuestionamiento de la trascendencia, el conflicto es inexorable. Por eso la mitocrítica hoy no puede ignorar la tensión de vectores que se atraen o se repelen: a la trascendencia tradicional del mito, la multiforme modernidad opone la inmanencia absoluta, la inmanencia relativa, la trascendencia inmanente y la trascendencia sagrada.

Es labor de la mitocrítica cultural explorar todas las derivaciones ideológicas que la inmanencia contemporánea proyecta sobre la trascendencia sobrenatural sagrada, a la que Losada dedica extensos análisis. El concepto de inmanencia debe ser tenido en cuenta para poder analizar las nuevas formas del mito. En consonancia con este cambio de paradigma ideológico, las reescrituras de los relatos míticos son mayoritariamente subversivas.

### Dóxadel relativismo
Según Losada, dos ejes del relativismo contemporáneo entran en fricción con el mito: 
El relativismo, ideología dogmática que dictamina el carácter relativo de todo: niega un marco permanente ahistórico que determine la naturaleza de la racionalidad, el conocimiento, la verdad y la realidad. El mundo del mito, por el contrario, postula un marco general incuestionable y admite una serie de principios universalmente válidos. Por ejemplo: la superioridad de los dioses, la fuerza del destino, la tendencia humana a la rebelión y su deseo insaciable de crear otros seres. La democracia, sistema político establecido por consenso (donde el valor de las personas y los bienes dependen del acuerdo cambiante de la mayoría), es relativista. El mito no remite a una certidumbre creada a partir del acuerdo, sino a verdades transmitidas de modo simbólico, no deductivo, ínsitas en lo más profundo de cada ser individual o adquiridas gracias a una singular comunión con el universo.
La mentalidad consumista, que acarrea la desaparición sistemática del concepto de ejemplar único y perdurable, cual es el mito. La relación entre la sociedad consumista y su impacto en los temas míticos parte de un hecho: el mito se ha convertido en un producto de consumo, incluso una mercancía básica y genérica destinada a uso comercial, sujeta a las leyes de oferta y demanda. Losada explica cómo las compañías publicitarias tratan de ligar sus productos a mitos culturales que transmiten valores deseables.
Una característica inherente a esta sociedad de consumo es la naturaleza efímera de los personajes célebres y objetos sometidos a un “proceso de mitificación”, es decir, de los nuevos mitos. Esto afecta enormemente a las estrellas de música o cine, las cuales en ocasiones se envuelven en un aura de excepcionalidad solo para luego perderla con la misma rapidez con la que la adquirieron.
No sería justo pensar que la mitocrítica cultural se limita a los relatos tradicionales o a un tiempo pretérito. Según Losada, nada hay tan actual como el mito ni tan necesario como su análisis sosegado y respetuoso, que abre el espíritu para las correspondientes lecturas metafóricas, alegóricas, anagógicas y mistagógicas. Esta disciplina se presenta así como una empresa de gran calado: “La mujer, el hombre que no acepte el misterio, está impedido para la auténtica ciencia; peor aún, no podrá desarrollarse como mujer cabal, como hombre cabal. Tenemos por delante una fascinante tarea humanista” 